# Hübsches Goldhaarmoos
Das Hübsche Goldhaarmoos (Orthotrichum pulchellum) ist eine Moosart aus der Gattung Orthotrichum. Es wurde von der Bryologisch-lichenologischen Arbeitsgemeinschaft für Mitteleuropa zum Moos des Jahres 2008 erklärt.

## Merkmale
Orthotrichum pulchellum wächst in circa 4–6 mm hohen Polstern. Seine Blätter sind lang, fein zugespitzt und im trockenen Zustand gekräuselt. Die Blattränder sind im oberen Teil flach, ansonsten aber umgebogen. Die Fruchtkapseln, welche sich im Frühjahr bilden, weisen 8 Streifen auf und befinden sich an circa 1–1,4 mm langen Seten. Gegen April/Mai verliert Orthotrichum pulchellum seine Kalyptra und die orangeroten Kapselzähne werden sichtbar. Allgemein sind Goldhaarmoose schwer untereinander abzugrenzen. Erst durch mikroskopische Merkmale, wie die Kapselzähne, lassen sich die Arten abgrenzen.

## Vorkommen
Das Verbreitungsgebiet von Orthotrichum pulchellum in Mitteleuropa befindet sich an den Küsten der Nord- und Ostsee. Sie lebt dort als Epiphyt auf den Rinden lebender Bäume. Generell besiedeln Goldhaarmoose gerne Felsen und Rinden. Im Jahre 1855 wurden Funde in Bielefeld und 1861 in Ostwestfalen festgestellt, welche danach verschwanden. Im Weserbergland wurde die Art 2001 wiederentdeckt. In den letzten Jahren wurden wieder Funde im Binnenland kartiert, was auf die Verbesserung der Luftqualität zurückgeführt wird.